# Leon Narimanowitsch Mussajew
Leon Narimanowitsch Mussajew (russisch Леон Нариманович Мусаев; * 25. Januar 1999 in Sankt Petersburg) ist ein russischer Fußballspieler.

## Karriere

### Verein
Mussajew begann seine Karriere bei Zenit St. Petersburg. Zur Saison 2016/17 rückte er in den Kader der zweiten Mannschaft von Zenit. Im Juli 2016 debütierte er für diese in Perwenstwo FNL, als er am ersten Spieltag jener Saison gegen den PFK Sokol Saratow in der 61. Minute für Nikita Salamatow eingewechselt wurde. In seiner ersten Saison in der zweithöchsten Spielklasse kam er zu acht Einsätzen. In der Saison 2017/18 absolvierte er 21 Spiele.
Im Dezember 2018 stand er in der UEFA Europa League gegen Slavia Prag erstmals im Kader der ersten Mannschaft. Im Februar 2019 debütierte er schließlich auch im selben Wettbewerb für Zenit, als er gegen Fenerbahçe Istanbul in der 88. Minute für Artjom Dsjuba eingewechselt wurde. Im April 2019 kam er gegen Anschi Machatschkala auch zu seinem ersten Einsatz in der Premjer-Liga. Bis zum Ende der Saison 2018/19 kam er zu vier Einsätzen in der höchsten Spielklasse, am Ende jener Saison stieg er mit Zenit-2 allerdings aus der zweiten Liga ab.
In der Saison 2019/20 spielte er neun Mal für die erste Mannschaft von Zenit in der Premjer-Liga, zudem kam er zu 13 Einsätzen in der Perwenstwo PFL für Zenit-2. Nach insgesamt 16 Einsätzen für Zenit wechselte Mussajew im Januar 2021 zum Ligakonkurrenten Rubin Kasan. Bis Saisonende kam er zu zehn Einsätzen im Oberhaus. In der Saison 2021/22 absolvierte er 16 Partien in der Premjer-Liga, aus der er mit den Tataren aber zu Saisonende abstieg. In der Saison 2022/23 absolvierte er dann acht Partien in der FNL, mit Rubin stieg er direkt wieder ins Oberhaus auf. Dort spielte er dann aber keine Rolle mehr.
Anschließend wurde Mussajew im Januar 2024 an den Zweitligisten FK Kuban Krasnodar verliehen.

### Nationalmannschaft
Mussajew spielte zwischen August 2015 und Februar 2016 neun Mal für die russische U-17-Auswahl. Von Oktober 2016 bis April 2017 absolvierte er sechs Partien für die U-18-Mannschaft. Zwischen Oktober und November 2017 spielte er drei Mal im U-19-Team.
Im März 2019 debütierte er gegen Schweden für die U-21-Auswahl.